# Cédric Hervan
Cédric van Heirweghe (Ukkel, 7 juni 1981), beter bekend onder zijn pseudoniem Cédric Hervan, is een Belgisch striptekenaar, designer en illustrator. Hij tekende samen met Jacques Martin aan de reeksen Alex en De reizen van Alex.
Tussen 2009 en 2012 maakte hij samen met Jean-Claude Bartoll en Agnès Bartoll de reeks De laatste van de Schoenfelds.

## Carrière
Hervan volgde een klassieke opleiding in Braine l'Alleud, waarna hij de workshop van Jean-François Di Giorgio volgde aan het Espace Bernier in Waterloo.
Via zijn medestudent Vincent Henin ontmoette Hervan Jacques Martin en werd in 1999 diens assistent en inkleurder. Hervan illustreerde in de historische reeks De reizen van Alex de albums Persepolis in 2003 en De Olympische Spelen (samen met Yves Plateau) in 2004. In de periode 2006-2008 assisteerde hij Christophe Simon bij het tekenen van de decors in een aantal van de verhalen van Alex, met name Het was in Khorsabad. Gedurende een aantal maanden werkte hij eveneens aan een vierde verhaal in de reeks Orion, die zich afspeelt in het oude Griekenland, met de titel Roi des rois (Koning der koningen), maar dit verhaal werd niet afgemaakt. In 2011 kwam het vierde album in de reeks uit: De orakels naar een scenario an Marc Jailloux.
In 2009 ging Hervan samenwerken met de scenaristen Jean-Claude Bartoll en Agnès Bartoll aan de saga De laatste van de Schoenfelds, die in twee delen werd gepubliceerd in de collectie Glénat Grafica in 2009 en 2012. De saga verhaalt over een Amerikaanse schrijver die ontdekt dat hij de laatste erfgenaam is van de prestigieuze familie Schoenfeld. Als hij het verleden van deze familie onderzoekt, ontdekt hij hun geheimen uit de Tweede Wereldoorlog.
In 2012 illustreerde Hervan het eerste deel in de reeks Combattants du Rail van Thierry Lamy voor Zéphyr Éditions, dat speelt in de jaren veertig van de 20e eeuw. Het tweede deel werd door Sandro Masin in 2013 getekend.